# 法伦瓦尔德
法伦瓦尔德（德語：Fahrenwalde）是德国梅克伦堡-前波美拉尼亚州的市镇，隶属于前波美拉尼亚-格赖夫斯瓦尔德县。总面积为26.11平方千米，截至2023年12月31日总人口为284人。